# Ruth Beckermann

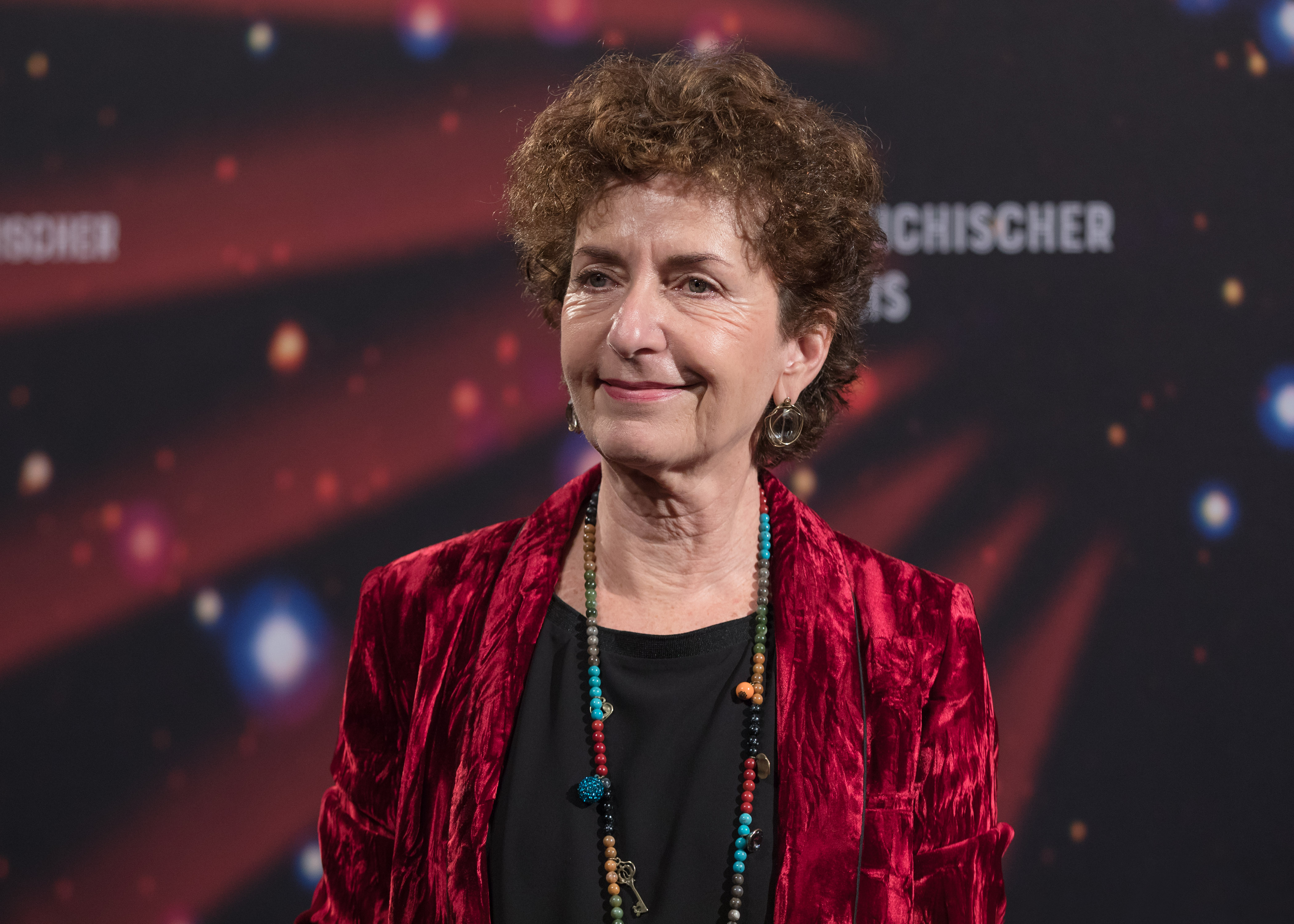
Ruth Beckermann en 2018

Ruth Beckermann (Viena, Austria, 1952) es una cineasta y escritora austriaca que vive y trabaja en Viena y París. 

## Primeros años y educación
Ruth Beckermann nació en 1952 en Viena, Austria. Sus padres fueron judíos sobrevivientes del Holocausto .
Beckermann estudió periodismo e historia del arte en Viena y Tel Aviv y recibió el título del doctorado en 1977. En Nueva York, estudió fotografía en la Escuela de Artes Visuales .

## Carrera
Su primer cortometraje, de 1977, se realizó en colaboración con Josef Aichholzer y Franz Grafl del Videogroup Arena. Filmado en vídeo y película de 16 mm, Arena Besetzt (Arena Squatted), documentó la ocupación del antiguo matadero vienés Arena .
En 1978 y 1981, realizó dos documentales, Suddenly, a Strike y The Steelhammer out there on the grass enfocados en temas laborales y la huelga.
Beckermann abordó las narrativas judías de pérdida, memoria e identidad a través de tres películas: en 1983, realizó Return to Vienna, donde documenta los viajes y experiencias de Franz West, un artista socialdemócrata judío que vivió en Viena durante la Primera y la Segunda Guerra Mundial. 5 años después, Beckermann documentó su viaje de Viena a Rumania en Paper Bridge (1987), donde visitó la región de Bucovina para conocer el lugar de nacimiento de su padre, nacido durante la época de dominio de los Habsburgo . Finalmente, en To Jerusalem (1991), Beckermann viajó entre Tel Aviv y Jerusalén para explorar la utopía sionista de una patria judía.
East of War, su quinta película, se realizó durante la exhibición de la Wehrmacht en 1995. Frente a fotografías desenfocadas, ex-soldados de las fuerzas armadas de la Alemania Nazi hablan de sus experiencias fuera de la guerra "normal". La película plantea la destrucción del mito de la "buena Wehrmacht" y analiza el proceso de la construcción de la historia de Austria tras la Segunda Guerra Mundial. 
En su película de 1999, Un pasaje fugaz al Oriente, sigue las huellas de Isabel de Baviera . En 2001, Homemad(e) presentó la forma en que el distrito en donde creció, rodeado de tiendas y cafés con distintos orígenes, fueron cambiando tras el ingreso del partido FPÖ al gobierno.En Zorro Bar Mizwa, del 2006, presenta el camino de cuatro niños de 12 años para realizar su Bar Mitzva, mientras que adaptó la correspondencia entre los poetas Ingeborg Bachmann y Paul Celanen Los soñados, del 2016. 
La mayoría de sus películas se han estrenado en el Festival Internacional de Cine de Berlín y en el Cinéma du Réel de París,incluyendo American Passages del 2011 y Mutzenbacher, del 2022. El Festival Internacional de Cine de San Sebastián, para su 70° edición, además de incluir su último documental en la sección Zabaltegi-Tabakalera, realizó una retrospectiva, en colaboración con el Foro Cultural de Austria en Madrid, dedicada a la obra de Beckermann. Mutzenbacher presenta una serie de audiciones a 100 hombres entre 16 y 99 años, con el propósito de hacer una adaptación de la novela erótica Josephine Mutzenbacher.

## Otras actividades
Beckermann es una de las fundadoras de la Sociedad Austriaca de Documentales y Cineastas.Dio paneles y clases en la Universidad de Salzburgo, la Universidad de Illinois y la Universidad de Artes Aplicadas de Viena.

## Filmografía
- Mutzenbacher (2022)
- The Waldheim Waltz (Waldheism Walzer, 2018)
- Los soñados (Die Geträumten, 2016)
- Those Who Go Those Who Stay (2013)
- Jackson/Market 4 a.m. (2012)
- American Passages (2011)
- Zorros Bar Mizwa (2006)
- Homemad(e) (2000)
- A Fleeting Passage to the Orient (Ein flüchtiger Zug nach dem Orient, 1999)
- East of War (Jenseits des Krieges, 1996)
- Toward Jerusalén (Nach Jerusalén, 1991)
- The Paper Bridge (1987)
- Return to Vienna (1983)
- Arena Squatted (1977)

## Reconocimientos
| Festival                                   | Año  | Película                    | Premio                                                                            |
| ------------------------------------------ | ---- | --------------------------- | --------------------------------------------------------------------------------- |
| Festival Internacional de Cine de Berlín   | 2022 | Mutzenbacher                | Premio Encuentros                                                                 |
| Festival Internacional de Cine de Berlín   | 2018 | The Waldheim Waltz          | Documental Original Glasshütte                                                    |
| Cinéma du Reel                             | 2016 | Los soñados                 | SCAM Award                                                                        |
| Cinéma du Reel                             | 2016 | Los soñados                 | Mención del Jurado Joven                                                          |
| Cinéma du Reel                             | 1997 | East of War                 | Premio Especial del Jurado                                                        |
| Cinéma du Reel                             | 1997 | East of War                 | Premio Libraries                                                                  |
| Festival Internacional de Cine de Portland | 2016 | Los soñados                 | Premio del Público                                                                |
| Viennale                                   | 1997 | East of War                 | Vienna Film Award                                                                 |
| Diagonale, Austria                         | 2016 | Los soñados                 | Diagonale Grand Prize - Mejor Película                                            |
| Diagonale, Austria                         | 2014 | Those Who Go Those Who Stay | Diagonale Grand Prize - Mejor Documental                                          |
| Austrian Film Award, AT                    | 2019 | The Waldheim Waltz          | Mejor Documental                                                                  |
| DocAviv Film Festival                      | 2018 | The Waldheim Waltz          | Mención Honorífica - Mejor Película Internacional                                 |
| Bildrausch Filmfest Basel                  | 2016 | Los soñados                 | Mejor dirección - empate con Apichatpong Weerasethakul por Cementery of Splendour |
| Atlanta Jewish Film Festival               | 2019 | The Waldheim Waltz          | Premio del Jurado - Mejor Documental                                              |
| Cineuropa                                  | 2022 | Mutzenbacher                | Mejor Película                                                                    |